# Eleições presidenciais na Áustria em 2010
As eleições presidenciais austríacas de 2010 foram realizadas em 25 de abril.

## Resultados
| Candidato               | Candidato               | Partidos apoiantes      | 1ª Volta               | 1ª Volta               |
| Candidato               | Candidato               | Partidos apoiantes      | Votos                  | %                      |
| ----------------------- | ----------------------- | ----------------------- | ---------------------- | ---------------------- |
|                         | Heinz Fischer           | SPÖ                     | 2 508 373              | 79,33 / 100,00         |
|                         | Barbara Rosenkranz      | FPÖ                     | 481 923                | 15,24 / 100,00         |
|                         | Rudolf Gehring          | CPÖ                     | 171 668                | 5,43 / 100,00          |
| Votos Inválidos         | Votos Inválidos         | Votos Inválidos         | 242 682                | -                      |
| Total                   | Total                   | Total                   | 3 404 646              | 100,00 / 100,00        |
| Eleitorado/Participação | Eleitorado/Participação | Eleitorado/Participação | 6 355 800              | 53,57 / 100,00         |
| Fonte                   | Fonte                   | Fonte                   | Ministério do Interior | Ministério do Interior |